# Palazzo d'Avossa
Il Palazzo d'Avossa si trova nel cuore del centro storico di Salerno sulla Via delle Botteghelle, a poca distanza dal Duomo e dall'antica Via dei Mercanti, all'interno della parte orientale delle mura romane del III - IV sec. nel quartiere detto dei "barbuti", da quando i Longobardi occuparono Salerno e vi si stabilirono.

## Caratteristiche e storia
Di costruzione seicentesca, subì gravi danni nel corso dei terremoti verificatisi a Salerno nel 1685, 1688 e 1694. Nel secolo successivo l'architetto Ferdinando Sanfelice operò una completa ristrutturazione dell'edificio in stile barocco campano.
Il Palazzo è il più grande edificio storico dell'antica Salerno. Si estende infatti per un'area di circa 1.330 metri quadrati, coperti da quattro piani che raggiungono un'altezza di circa 20 metri sopra il livello di via delle Botteghelle. Inoltre possiede una raffinata balconata, ornata originariamente da sedici busti marmorei.
In origine di proprietà della nobile famiglia Della Calce, Patrizi Salentini, venne ceduto il 6 ottobre del 1785 dalla vedova di Don Prospero Della Calce, Donna Batrice Pagano, ai fratelli Don Diego e Don Michele d'Avossa di Bergara.
Lo stemma dei Della Calce (di azzurro alla Sirena al naturale con la coda bifida sul mare dello stesso e capo d'oro con aquila imperiale), che sormontava il portone principale, venne così sostituito da quello dei d'Avossa (d'azzurro a due leoni d'oro affrontati e tenenti tra le zampe posteriori due ossa d'argento in croce di S. Andrea, sostenuti da tre monti all'italiana di verde e sormontati da tre stelle d'oro poste 2 e 1), famiglia patrizia e ramo italiano dei Marchesi Abos di Bergara, originari della città di Tramacastilla (Aragona), giunta a Salerno nel XVI secolo.
Varcato il portale d'ingresso si accede in un cortile interno a pianta quadrata ornato ai lati da cinque statue della fine del XVII sec. (una di queste è molto più antica ed è stata identificata come una copia romana di un capolavoro greco del terzo quarto del V sec. a.C.). Nel lato sud si aprono due ampi locali adibiti a scuderie mentre sul lato nord si apre uno scalone aperto, sulle cui pareti, affrescate da scene della Gerusalemme liberata di Torquato Tasso, oggi quasi completamente perdute, sono ancora visibili dei mascheroni spegni torcia. L'ampio salone al piano nobile (Sala delle Feste), sormontato da un palco ligneo per i musici, conserva affreschi raffiguranti scene mitologiche, si accede poi alla "Sala dell'Abbondanza", le cui volte appaiono affrescate da una deliziosa allegoria de "l'Abbondanza e la Fortuna", di autore campano del XVIII sec. D'infilata, si susseguono la Sala delle Dame, la Saletta di Don Saverio, la Biblioteca e la piccola Cappella.
Nell'aprile del 1799 il palazzo conobbe un grave saccheggio ad opera delle truppe napoleoniche: danni irreparabili subirono la sala delle Feste, le stanze di Carlo III, la Biblioteca che venne privata di gran parte della ricca collezione medico-scientifica e dell'archivio familiare colà custodito.
Dal 1851 al 1865 trova sede in un'ala del palazzo la "Real Casina de' Nobili di Salerno", poi trasferita a palazzo Genovese.
Nel 1944 vi trovarono sede alcuni Uffici del Governo Provvisorio del Regno del Sud con Salerno capitale.
Dal 1980 al 2011 Palazzo d'Avossa è stata sede della Soprintendenza per i beni architettonici e per il paesaggio, per il patrimonio storico, artistico e demoetnoantropologico di Salerno e Avellino.
Dal gennaio 2012 è sede di alcuni uffici della Provincia di Salerno.

## Ospiti illustri
Fra le personalità ospitate nel corso della plurisecolare storia del palazzo, si ricordano:
- 1755: Carlo III di Spagna, che qui dimorava quando pernottava in città, di ritorno dalla riserva di caccia di Persano.
- 18 maggio 1809: Gioacchino Murat, Re di Napoli.
- 6 settembre 1860: Giuseppe Garibaldi, eroe nazionale del Risorgimento.